# Botond Storcz
Botond Storcz (Budapest, 30 de enero de 1975) es un deportista húngaro que compitió en piragüismo en la modalidad de aguas tranquilas.
Participó en dos Juegos Olímpicos de Verano, en los años 2000 y 2004, obteniendo en total tres medallas de oro, dos en Sídney 2000 y una en Atenas 2004. Ganó 11 medallas en el Campeonato Mundial de Piragüismo entre los años 1997 y 2002, y 7 medallas en el Campeonato Europeo de Piragüismo entre los años 1997 y 2004.

## Palmarés internacional
| Juegos Olímpicos   | Juegos Olímpicos   | Juegos Olímpicos  | Juegos Olímpicos |
| Año                | Lugar              | Medalla           | Competición      |
| ------------------ | ------------------ | ----------------- | ---------------- |
| 2000               | Sídney (Australia) | Medalla de oro    | K2 500 m         |
| 2000               | Sídney (Australia) | Medalla de oro    | K4 1000 m        |
| 2004               | Atenas (Grecia)    | Medalla de oro    | K4 1000 m        |
| Campeonato Mundial |                    |                   |                  |
| Año                | Lugar              | Medalla           | Competición      |
| 1997               | Dartmouth (Canadá) | Medalla de oro    | K1 500 m         |
| 1997               | Dartmouth (Canadá) | Medalla de oro    | K1 1000 m        |
| 1997               | Dartmouth (Canadá) | Medalla de oro    | K4 500 m         |
| 1997               | Dartmouth (Canadá) | Medalla de plata  | K4 1000 m        |
| 1998               | Szeged (Hungría)   | Medalla de plata  | K4 500 m         |
| 1998               | Szeged (Hungría)   | Medalla de plata  | K4 1000 m        |
| 1999               | Milán (Italia)     | Medalla de oro    | K4 1000 m        |
| 1999               | Milán (Italia)     | Medalla de plata  | K2 500 m         |
| 1999               | Milán (Italia)     | Medalla de bronce | K4 500 m         |
| 2001               | Poznań (Polonia)   | Medalla de plata  | K4 1000 m        |
| 2002               | Sevilla (España)   | Medalla de bronce | K2 500 m         |
| Campeonato Europeo |                    |                   |                  |
| Año                | Lugar              | Medalla           | Competición      |
| 1997               | Plovdiv (Bulgaria) | Medalla de oro    | K1 500 m         |
| 1997               | Plovdiv (Bulgaria) | Medalla de oro    | K1 1000 m        |
| 1997               | Plovdiv (Bulgaria) | Medalla de oro    | K4 500 m         |
| 2000               | Poznań (Polonia)   | Medalla de plata  | K4 1000 m        |
| 2002               | Szeged (Hungría)   | Medalla de plata  | K2 500 m         |
| 2002               | Szeged (Hungría)   | Medalla de plata  | K4 1000 m        |
| 2004               | Poznań (Polonia)   | Medalla de oro    | K4 1000 m        |